# Deja
Deja (węg. Désháza) – wieś w Rumunii, w okręgu Sălaj, w gminie Sălățig. W 2011 roku liczyła 1262 mieszkańców.